# Выборгская сторона (фильм)
«Выборгская сторона» — советский художественный фильм, поставленный на киностудии «Ленфильм» в 1938 году режиссёрами Григорием Козинцевым и Леонидом Траубергом.
Выборгская сторона — историческая часть Ленинграда, расположенная на правом берегу рек Нева и Большая Невка, центр революционного движения.

## Сюжет
Третья серия кинотрилогии о Максиме («Юность Максима» и «Возвращение Максима»), рассказывающая о первых месяцах жизни в Петрограде после революции 1917 года.
Фильм начинается с эпизода вторжения красногвардейцев во главе с Максимом в Зимний дворец в момент Октябрьской революции. Закаленный в боях большевик Максим назначается комиссаром Государственного банка. Его чиновники вступают на путь саботажа, рвут и прячут важные документы. С немногочисленным коллективом единомышленников Максиму с трудом удается навести порядок в делах банка и поставить свою подпись под первой сметой доходов и расходов Советского государства.
В это время эсер-заговорщик Ропшин при помощи ставшего анархистом конторщика Дымбы провоцирует погром винных складов, в который вовлекается солдатка Евдокия, из-за нужды принявшая участие в погроме. В дальнейшем Максим при помощи Евдокии разоблачает группу офицеров-заговорщиков, намеревавшихся убить Ленина в день открытия Учредительного собрания, после чего герой вновь уходит на фронт Гражданской войны.

## В ролях
- Борис Чирков — Максим — Максим Иванович Лисицын, большевик
- Валентина Кибардина — Наташа — Наталья Артемьева, комиссар петроградского Выборгского Совета
- Наталия Ужвий — солдатка Евдокия Ивановна Козлова
- Михаил Жаров — анархист и погромщик Платон Васильевич Дымба
- Александр Чистяков — рабочий-литейщик, красногвардеец Мищенко
- Юрий Толубеев — солдат-большевик Егор Бугай
- Дмитрий Дудников — Ропшин (Борис Викторович Савинков) — член ЦК партии эсеров, руководитель заговора
- Анатолий Кузнецов — Андрей Ефимович Тураев (Алексей Бадаев) — комиссар петроградской продовольственной управы
- Иван Назаров — рабочий Лапшин
- Борис Жуковский — адвокат погромщиков
- Максим Штраух — В. И. Ленин
- Леонид Любашевский — Я. М. Свердлов
- Михаил Геловани — в роли И. В. Сталина — член Военного революционного комитета (присутствовал в первоначальном варианте фильма)

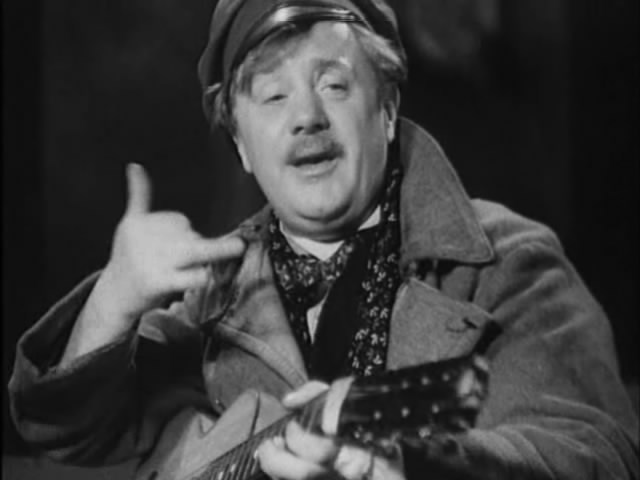
Михаил Жаров в роли Дымбы

- Борис Блинов — Матрос Железняк
- Николай Крючков — погромщик
- Сергей Филиппов — погромщик
- Эмиль Галь — Гоз
- Федор Чагин — Чернов

## Съёмочная группа
- Сценарий и постановка — Григория Козинцева, Леонида Трауберга
- Композитор — Дмитрий Шостакович
- Директор картины — Михаил Шостак
- Операторы — Андрей Москвин, Георгий Филатов
- Художник — Василий Власов
- Звукооператор — Илья Волк

### Восстановленная версия
Фильм восстановлен на киностудии «Мосфильм» в 1965 году

Режиссёр — Константин Полонский

Звукооператоры — Леонид Воскальчук

Оператор — Владимир Яковлев

## Награды
Основные создатели трилогии о Максиме удостоены Сталинской премии первой степени. Лауреаты премии: Г. Козинцев, Л. Трауберг, Б. Чирков (1941).

## Издание на видео
С начала 1990-х годов фильм выпущен на видеокассетах кинообъединением «Крупный план». Также в 1990-е фильм выпущен на кассетах студией «48 часов», «Восток В», С 2000 года — «Ленфильм Видео» и «Мастер Тэйп».
26 мая 2005 года фильм выпущен студией «Союз Видео» на DVD. Также фильм выпущен дистрибьюторами «Мастер Тэйп», «Восток В», «Клуб».